# گلباد (نمودار)

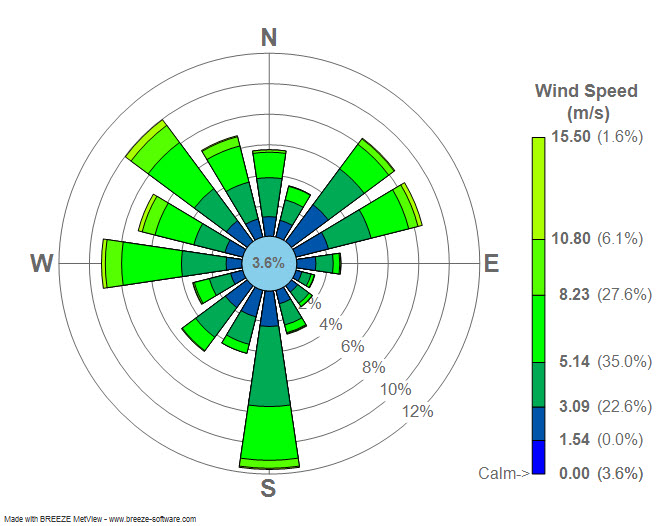
یک گلباد.

نمودار ستاره‌گونهٔ نمایش فراوانی نسبی سمت‌های باد و گاهی سرعت باد در یک ایستگاه برای دورهٔ زمانی معین را گُلباد می‌گویند. تفسیر یک گلباد بدون نقشه برجستگی (توپوگرافی) دشوار است زیرا اثرات محلی باعث تغییرات مهمی در جریانات هوا می‌شوند.
از کاربردهای گلباد می‌توان به طراحیهای شهری، طراحی باند فرودگاه‌ها، زمین‌های ورزشی و غیره، عدم استقرار صنایع آلاینده در جهت باد غالب منطقه، مکان‌یابی جهت گسترش فضای سبز، و امکان‌سنجی برای استفاده از انرژی باد اشاره کرد.